# Жупа (област)
Вижте пояснителната страница за други значения на Жупа.
Жупа или Джупа (на македонска литературна норма: Жупа) е историко-географска област в крайната западна част на Северна Македония. Областта обхваща 21 села в западната част на планината Стогово над Дебърското поле – от Горенци на север до Долгаш на юг. В миналото център на областта е село Коджаджик (родното място на бащата на Ататюрк), а днес е село Вапа, прекръстено по-късно на Център Жупа. Населението се състои от православни македонци и торбеши с македонско или турско самосъзнание. Село Баланци е албанско. Основното препитание на населението е скотовъдството. От Жупа има силна емиграция в Италия.